# Маріка острівна
Ма́ріка острівна (Cinnyris pembae) — вид горобцеподібних птахів родини нектаркових (Nectariniidae). Ендемік Танзанії.

## Поширення і екологія
Острівні маріки є ендеміками острова Пемба. Вони живуть в тропічних лісах, чагарникових заростях, на полях, плантаціях, в парках і садах.